# Karl Gebhardt
Karl Franz Gebhardt (Haag i.OB pokraj Rosenheima, 23. studenoga 1897.  –  Landsberg am Lech, 2. lipnja 1948.)  njemački kirurg i liječnik sportske medicine. 
U Trećem Reichu obnašao je funkciju jednog od vodećih liječnika u Schutzstaffelu kao i osobnog liječnika svog prijatelja iz djetinjstva Heinricha Himmlera. 
Provodio je medicinske eksperimente na zatvorenicima koncentracijskih logora Ravensbrück i Auschwitz kao i u svojoj klinici Hohenlychen sjeverno od Berlina.
Početkom svibnja 1945. godine odlazi tzv. sjevernom štakorskom linijom u Flensburg. Uhićen je zajedno s Heinrichom Himmlerom 22. svibnja 1945. godine.
Na nürnberškom suđenju najznačajnijim nacističkim liječnicima osuđen je na smrt. Pogubljen je 2. lipnja 1948. godine u zatvoru Landsberg u Bavarskoj.